# Federica Sallusto
Federica Sallusto (geboren am 27. November 1961) ist eine italienisch-schweizerische Immunologin und Biologin.

## Leben
Sallusto promovierte 1988 in Biologie an der Universität La Sapienza. Anschliessend war sie von 1989 bis 1991 Postdoc-Stipendiatin und von 1991 bis 1997 wissenschaftliche Mitarbeiterin am Istituto Superiore di Sanità in Rom. Von 1993 bis 1995 war sie Gastwissenschaftlerin am Basel Institute for Immunology, an dem sie von 1997 bis 2000 als Wissenschaftlerin tätig war. Seit 2000 leitet sie eine Forschungsgruppe am Institute for Research in Biomedicine (IRB) in Bellinzona. Von 2003 bis 2005 war sie ausserordentliche Professorin für Immunologie an der Universität Palermo. Seit 2016 ist sie Direktorin des Center of Medical Immunology und Vorsteherin des Cellular Immunology Laboratory am Institute for Research in Biomedicine der Università della Svizzera italiana. Seit 2017 ist sie Professorin für medizinische Immunologie am Institute of Microbiology der ETH Zürich und an der Università della Svizzera italiana.
Sallusto ist seit 2007 gewähltes Mitglied der Henry Kunkel Society, seit 2009 der Leopoldina und seit 2011 der European Molecular Biology Organization (EMBO) und der European Academy of Tumor Immunology. 2013 bis 2015 präsidierte sie die Schweizerische Gesellschaft für Allergologie und Immunologie (SGAI). 2022 wurde sie in die amerikanische National Academy of Sciences aufgenommen. Ebenfalls 2022 wurde sie Ehrendoktorin der Universität Fribourg.

## Forschungsarbeit
Sallusto forscht zu grundlegenden Fragen der Immunantwort auf Antigene, etwa darüber, wie der Schutz eines Wirts oder immunvermittelte Krankheiten ausgelöst werden. Sie entwickelte Methoden zur Untersuchung und Identifizierung von T-Zellen. 2018 konnte sie zusammen mit Claudio L. Bassetti die Rolle von T-Lymphozyten bei Narkolepsie nachweisen.

## Preise und Ehrungen
- 1999: Pharmacia Research Foundation Award[8]
- 2009: Behring Lecture Prize[9]
- 2010: Science Award der Foundation for Study of Neurodegenerative Diseases
- 2019: Ehrenmitglied der Schweizerische Gesellschaft für Allergologie und Immunologie (SGAI)